# ハース・ビジネススクール

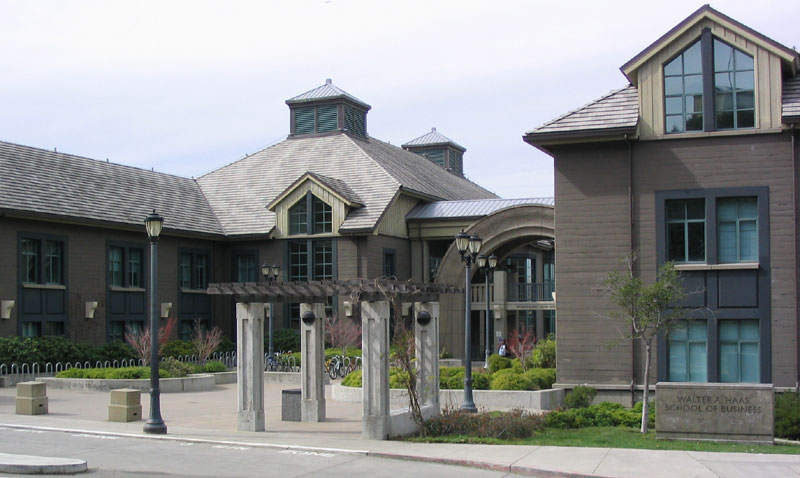
東玄関

カリフォルニア大学バークレー校 ハース・スクール・オブ・ビジネス（英語：Haas School of Business, University of California Berkeley）はアメリカ合衆国のカリフォルニア大学バークレー校における経営学を中心とした教育機関、経営大学院。ビジネススクール。

## 沿革
1883年にカリフォルニア大学バークレー校（UCバークレー）の卒業生であるアーサー・ロジャース（Arthur Rodgers）が商学部の設立を提言し、多数の政府関係者の協力の元、1898年にアメリカ合衆国の公立学校で初めての商学部がカリフォルニア大学バークレー校に創設された。当初は当時のアメリカで主要産業であった農業に関するテーマを多く取り扱っていたが、アメリカの産業界が徐々に工業化していくに従い、商学部もその内容を変化した。
1944年には正式な組織改編がなされ、UCバークレーの商学部はビジネススクールへと昇格した。
1955年からMBAプログラムが開始され、翌年にはエグゼクティブ過程がスタートした。
1989年には、リーバイスのCEOを務めたウォルター・A・ハース（Walter A. Haas, Jr.）の基金が大学新校舎設立のための多額の寄付を行い、UCバークレーのビジネススクールは「ハース・ビジネススクール」（Walter A. Haas School of Business）に名称を変更した。

## プログラム
- イノベーティブ・リーダー・プログラム(Berkeley Innovative Leader Development)
- フルタイムMBAプログラム(Full-time MBA Program)
- 週末MBAプログラム(Evening & Weekend MBA Program)
- 博士号プログラム(Ph.D. program)
- 学部生プログラム(Undergraduate Program)

## ランキング
全日制MBAプログラムでは、米国でTop 10の一校としての地位を確立している。また、定時制MBAプログラムではUS Newsで全米第7位にランキングされた。

Global MBA Ranking 2017 - Financial Times - 13位（米国のスクール内では8位）

US News Best Business School 2016 - 7位

The economist Full time MBA Ranking 2016 - 7位

## 著名な卒業生
- 阿久津聡 - 一橋大学大学院国際企業戦略研究科教授
- 伊賀泰代 - マッキンゼー・アンド・カンパニー日本支社マネージャー、ブロガー
- 李素妍 - 宇宙飛行関係者
- 伊藤誠哉 - 静岡銀行会長
- クリスチーナ・アメージャン - 一橋大学大学院商学研究科教授
- さかはらあつし- 作家、映画監督、経営コンサルタント
- 里見治紀 - セガサミーホールディングス社長
- ジョン・ハンケ - Niantic, Inc. CEO
- 白石章二 - ベイン・アンド・カンパニー・パートナー
- 白石洋一 - 衆議院議員
- 滝澤三郎 - 国際連合難民高等弁務官事務所財務局長、国連UNHCR協会理事長、国連大学客員教授
- 竹内弘高 - ハーバード大学ハーバード・ビジネス・スクール教授、一橋大学名誉教授、国際基督教大学理事長
- 田中裕輔 - ロコンド共同創業者・社長、シャディ会長
- 外池徹 - アメリカンファミリー生命保険会社社長
- 羅雄培 - 大韓民国副総理
- 中尾武彦 - アジア開発銀行総裁、財務官
- 野中郁次郎 - カリフォルニア大学バークレー校特別名誉教授、一橋大学名誉教授、日本学士院会員
- ノーマン・ミネタ - アメリカ合衆国運輸長官、アメリカ合衆国商務長官
- ポール・オッテリーニ - インテルCEO
- 若松茂美 - マッキンゼー・アンド・カンパニー日本支社副社長、ディレクター、一橋大学教授
- ライアン・マーフィー - 競泳選手、2016年リオデジャネイロオリンピック金メダル